# D Double E
Даррен Диксон, более известный как D Double E — британский грайм-исполнитель, участник группы Newham Generals. Часто называется одним из первопроходцев жанра, и «любимым MC твоих любимых МС». Начав с гэриджа и джангла, Диксон быстро попал в эфир пиратских радио. Затем он окончательно перешёл к звучанию набиравшего популярность грайма и некоторое время состоял в группе N.A.S.T.Y. Crew. В 2018 году выпустил свой первый студийный альбом Jackuum!, занявший 61-ю позицию в чарте Британии. За свою карьеру сотрудничал с такими исполнителями, как Skepta, JME, P Money, ASAP Nast, Lethal Bizzle и другими.

## Дискография
- Jackuum! (2018)